# Andrés Ixtepan
Andrés Ixtepan (Coatzacoalcos, Veracruz; 21 de junio de 1995) es un poeta e ilustrador mexicano, con varias obras como “El amor de mi muerte” siendo esa su última obra.

## Trayectoria
Nacido en Coatzacoalcos, pasaría allí sus primeros años de vida. Más tarde se mudaría a Tuxtla Gutiérrez, donde ejercería la educación primaria y donde despertaría su interés por la poesía.
Desde muy joven, Andrés participaría en diversos concursos de declamación. Al finalizar sus estudios de educación primaria, volvería a mudarse, en esta ocasión a la ciudad de Tehuacán en Puebla. Tiempo después estudiaría en la misma ciudad Mercadotecnia y Publicidad. 
Decide en 2017 compartir sus escritos que desde aquel entonces mantenía en privado gracias a las redes sociales. A día de hoy ha publicado varios libros.

## Obras
Estas son sus obras publicadas a día de hoy:
- Recitando en la luna (2018)
- Desamor y otras dolencias (2019)
- Tu cuerpo y su dulzura (2020)
- El amor de mi muerte (2021)